# Holger Welt

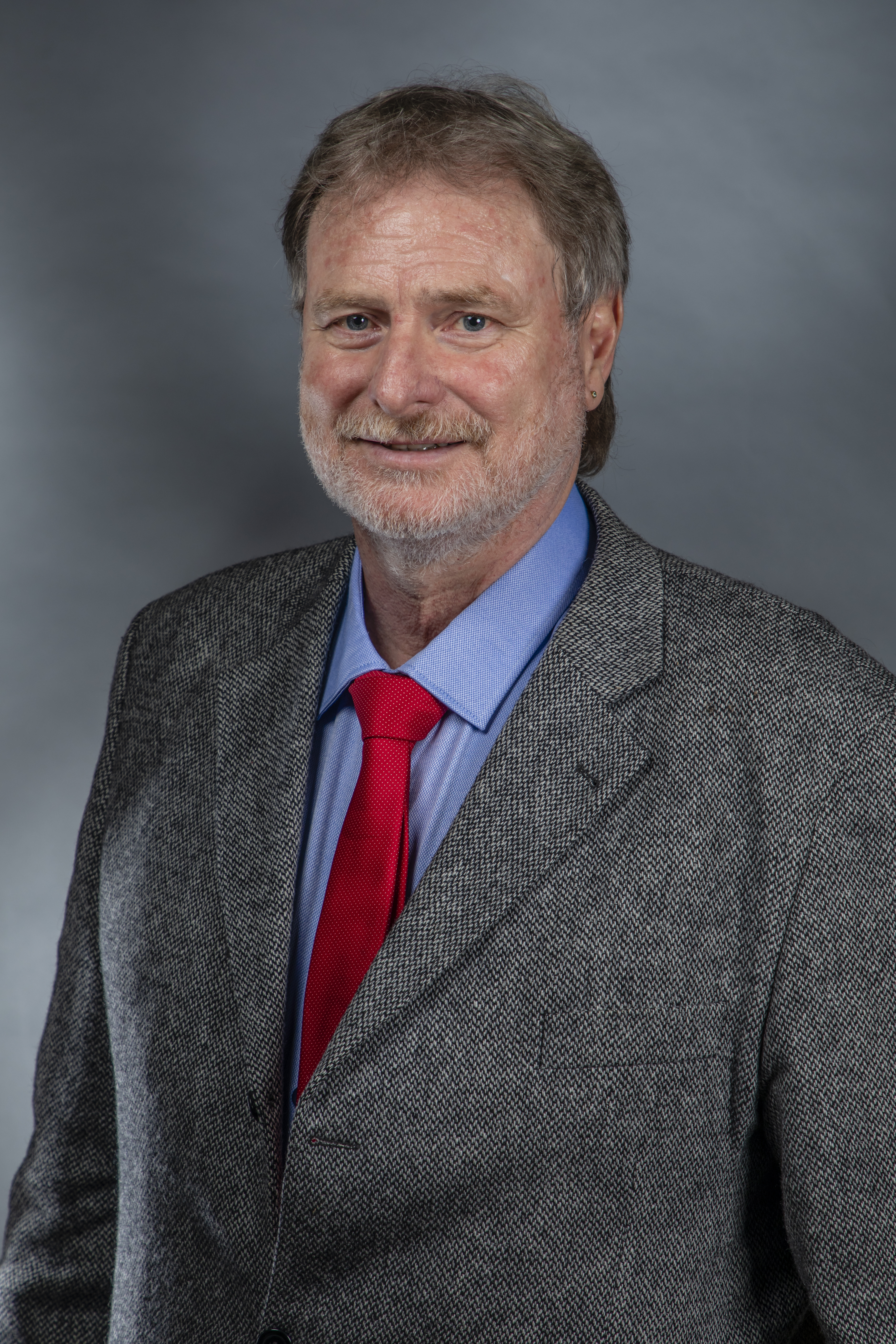
Holger Welt (2019)

Holger Welt (* 12. Juni 1958 in Bremerhaven) ist ein Bremerhavener Politiker (SPD). Er ist seit 2015 Mitglied der Bremischen Bürgerschaft.

## Biografie

### Familie, Ausbildung und Beruf
Welt besuchte die Realschule. Es folgte von 1974 bis 1978 eine Ausbildung bei der Bremer Polizei und dort die Übernahme in den gehobenen Dienst.

Seit 1978 ist er Sachbearbeiter im Einsatzdienst bei der Ortspolizeibehörde in Bremerhaven, hier im Polizeiabschnitt Nord – Lehe / Leherheide.
Er ist verheiratet, hat zwei erwachsene Kinder und wohnt in Bremerhaven-Leherheide.

### Politik
Von 1988 bis 1998 war Welt  Sprecher einer Stadtteilkonferenz, in deren Gründungsjahren, in Bremerhaven. 1998 wurde er Mitglied der SPD und ist seit 1999 durchgehend Vorsitzender des SPD-Ortsvereins Leherheide.

Seit 2014 ist er Mitglied im  Vorstand des SPD-Unterbezirks Bremerhaven. In Bremerhaven engagiert sich Welt immer wieder für umweltpolitische Themen in den Stadtteilen und in verschiedenen sozialen Projekten.
Von 2011 bis 2015 war er Mitglied der Deputation für das Gesundheitswesen in der Bremischen Bürgerschaft.

2015 wurde er als Abgeordneter in die Bremische Bürgerschaft gewählt. In der Bürgerschaft war er Mitglied in den Deputationen Inneres, Gesundheit und Verbraucherschutz sowie Justiz und Recht sowie seit 2019 zusätzlich im Ausschuss für Wissenschaft, Medien, Datenschutz und Informationsfreiheit und im Rechtsausschuss.
Er ist aktuell Sprecher für Tierschutz und Sprecher für Datenschutz und Informationsfreiheit der SPD-Fraktion.

### Weitere Mitgliedschaften und Engagements
- Seit 1974 Mitglied in der Gewerkschaft der Polizei
- 2014/2015 zweiter Vorsitzender des Kreisverbandes Bremerhaven des Deutschen Roten Kreuzes
- Mitglied im Kinderprojekt „Sonnenblume e,V.“
- Mitglied Bürgerverein „Grüner Kreis Bremerhaven“,
- Mitglied Kulturverein Nord e.V.
- Vorstandsmitglied im Verein Thieles Garten
- Gründungsmitglied BHV – Bremerhavener Haustier Versorgung e. V.
- Mitglied Verwaltungsbeirat GEWOBA